# Айламазян, Альфред Карлович
Альфред Карлович Айламазян (арм. Ալֆրեդ Կառլի Այլամազյան; 8 августа 1936, Верея — 25 мая 2003, Переславль-Залесский) — доктор технических наук, профессор, основатель Института программных систем РАН.

## Биография
В 1959 году окончил Военно-воздушную инженерную Академию имени Н. Е. Жуковского.
В 1964 защитил кандидатскую диссертацию, а в 1972 — докторскую.
В 1984 году стал директором Филиала Института проблем кибернетики АН СССР. С 1986 — директор Института программных систем АН СССР.
В 1986 году основал МДКЦ (Международный Детский Компьютерный Центр) — (Лагерь).
В периоды 1993—1996 и 1998—2003 — ректор «Университета города Переславля».
В 2000 — научный руководитель совместной государственной программы Союза России и Белоруссии «Разработка и освоение в серийном производстве семейства высокопроизводительных вычислительных систем с параллельной архитектурой (суперкомпьютеров) и создание прикладных программно-аппаратных комплексов на их основе» (СКИФ).
А. К. Айламазян был членом Политического консультативного совета при Президенте Российской Федерации, председателем Ярославского губернского общественного собрания.
Похоронен в селе Веськово, недалеко от созданного им института, который с декабря 2008 года носит имя своего основателя и называется «Институт программных систем имени А. К. Айламазяна РАН».

## Награды
- 1958 — медаль «40 лет Вооружённых Сил СССР»
- 1964 — медаль «За безупречную службу»
- 1970 — медаль «За доблестный труд. В ознаменование 100-летия со дня рождения Владимира Ильича Ленина»
- 1971 — орден Трудового Красного Знамени
- 1988 — медаль «Ветеран труда»
- 1996 — орден Дружбы
- 1996 — почетный гражданин Переславля-Залесского
- Орден святого благоверного князя Даниила Московского III степени